# Небий Мэконнын
Небий Мэконнын (амх. ነብይ መኮንን; 1956 — 3 июля 2024) — эфиопский поэт, журналист, драматург и переводчик. Он также был соучредителем и в течение двух десятилетий главным редактором еженедельной газеты Addis Admas.
Известен тем, что, находясь в заключении, перевёл «Унесённых ветром» на амхарский язык на трёх тысячах листков папиросной бумаги. Его перевод звучит на амхарском языке «Negem Lela Ken New» («Завтра будет новый день» — последние слова романа Маргарет Митчел). На момент публикации это была одна из самых длинных книг, когда-либо изданных на амхарском языке.

## Биография
Родился в городе Назрет, который сейчас называется Адама (тогда провинция Шоа, ныне Оромия), и был единственным ребенком в семье. После поступления в университет он специализировался на химии и также изучал математику; среди его увлечений были литература и спорт.
Он был активистом сильного в то время студенческого политического движения и членом левой Эфиопской народно-революционной партии (ЭНРП). Во время «красного террора», обрушенного режимом Дерга на ЭНРП и других противников, провёл в заключении почти восемь лет, с 1977 по 1985 год.
Написал ряд поэтических сборников и пьес, преимущественно на амхарском языке. Некоторые стихотворения Небия Мэконнына переведены на английский и французский языки. Также был известен своими записями наблюдений. Его серия статей о жизни диаспоры под названием «Yegna Sew Beamerika» («Эфиоп в США»), публиковавшаяся в Addis Admas, пользовалась большой популярностью. Он умер в родном городе 3 июля 2024 года.